# Henri Maïdou
Henri Maïdou (14 febbraio 1936) è un politico centrafricano.
È stato Primo ministro della Repubblica Centrafricana dal luglio 1978 al settembre 1979.